# Werfer-Granate21火箭發射器

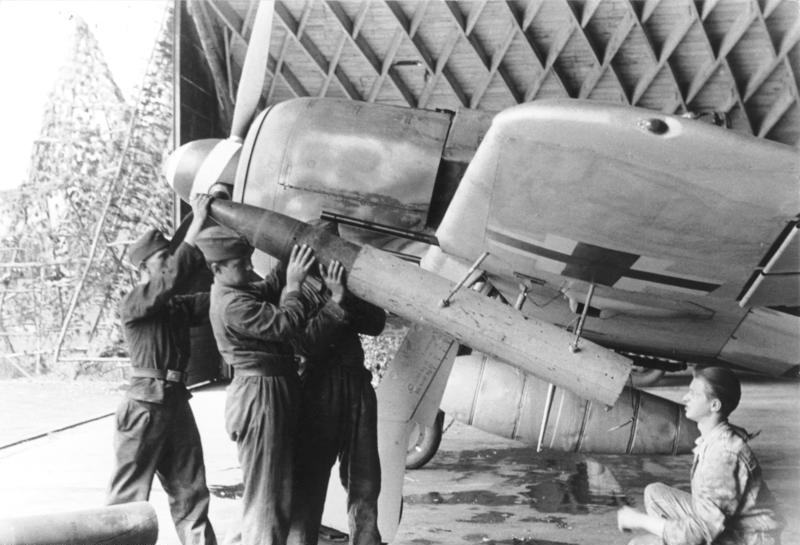
於Fw 190戰鬥機：A-8/R6上裝備Werfer-Granate21火箭發射器

Werfer-Granate21火箭發射器，亦被稱為21公分BR（BR相信是官方空軍手冊中Bordrakete的縮寫） （页面存档备份，存于），是一種沒有制導系統的空對空武器，為42年式Nebelwerfer的空用版本。它在第二次世界大戰期間（1943年起）服役於納粹德國空軍，它亦是德國空軍中第一種機載火箭。它由萊茵金屬的Borsig所研發。

## 歷史
納粹德國空軍的戰機在1943年中期發現需要一種方法去打破美國空軍的密集陣型，例如戰鬥箱陣型（英語：Combat box）中大量轟炸機聚在一起，提供了不少火力支援。Werfer-Granate21火箭發射器可以用來打散其陣型，亦使德國空軍能在1,200（1,300碼）外就能攻擊美國轟炸機。
最早己知使用此武器的攻擊在1943年7月29日，第1及11戰鬥機聯隊在美軍轟炸基爾和瓦爾諾明德之時攻擊。但亦有指在同年8月17日的雷根斯堡－施韋因富特空戰中首次使用。
在1943年後期開始，Werfer-Granate21火箭發射器亦用於對抗地面目標，例如意大利戰役、諾曼地登陸和突出部之役。

## 設計及功能
火箭由21公分42年式噴煙者步兵火箭彈修改至空中發射，並使用了自旋穩定，並用重18.4公斤的二甘醇固體燃料來推進火箭，彈頭則重40.8公斤。Werfer-Granate21火箭發射器射速為320（350碼）每秒（1,150 公里每小時），最大射程為1,200（1,300碼）。火箭與其發射器共重112（247磅）。定時引信把彈頭設置在從發射點起計600（660碼）至1,200（1,300碼）之間引爆，爆炸範圍達30（33碼）。

## 使用
Werfer-Granate21火箭發射器安裝在Bf 109戰鬥機和Fw 190戰鬥機（單引擎）之上（每機翼下各一發射器）。Me 410戰鬥機與Bf 110戰鬥機（雙引擎）則每邊兩個發射器。而部分戰時照片則指出，匈牙利人在他們的雙引擎Me 210戰鬥機的兩邊機翼各掛三個Werfer-Granate21火箭發射器。此武器在操作上有幾個缺點：發射管會產生極其顯著的空氣阻力，因而減低速度及機動性，Werfer-Granate21火箭本身表現也一般。發射器是可分離的，因此發射後可馬上回到原始狀態。

## 不足之處
Werfer-Granate21火箭發射器於翼下安裝的發射管通常會向上15度，以抵抗彈頭飛行時遇到的阻力，然而這亦造成了戰機本身的阻力。火箭較低的發射速度亦意味著彈頭的飛行有較大幅的弧度，因此準確瞄準目標相當困難。亦由此，此武器主要用於對付集團式陣式，以保證火箭的命中率。但大部分火箭爆炸時，大多在目標的前後，難以真正傷害有較重裝甲的轟炸機。而正面擊中的話，火箭仍可以直接擊落敵機。

## 曾裝備Werfer-Granate21火箭發射器的戰機
每邊機翼各一
- Fw 190戰鬥機A-7
- Bf 109戰鬥機G型: as BR21 modification

每邊機翼各二
- Bf 110戰鬥機
- Me 210戰鬥機，有指匈牙利人曾每邊裝了三個[2]
- Me 410戰鬥機，即大黃蜂

機翼炸彈架之下，每邊各一
- Me 262戰鬥機

## 外部連結
- https://web.archive.org/web/20070608160153/http://www.adlertag.de/waffen/rockets.htm
- http://www.luftarchiv.de/index.htm?/flugkorper/wgr21.htm （页面存档备份，存于）
- 空軍手冊Fw 190 As上使用Werfer-Granate 21火箭炮 （页面存档备份，存于）-德文